# Chinese reuzenijsvogel
De Chinese reuzenijsvogel (Megaceryle lugubris) is een vogel uit de familie ijsvogels (Alcedinidae).

## Verspreiding en leefgebied
Deze soort komt voor van noordoostelijk Afghanistan tot centraal Vietnam en Japan en telt vier ondersoorten:
- M. l. continentalis: de westelijke en centrale Himalaya.
- M. l. guttulata: van de oostelijke Himalaya tot centraal China en noordelijk Indochina.
- M. l. pallida: Hokkaido (noordelijk Japan) en de zuidelijke Koerilen (Rusland).
- M. l. lugubris: centraal en zuidelijk Japan.

## Status
De grootte van de populatie is niet gekwantificeerd maar de soort wordt omschreven als algemeen. Op de Rode lijst van de IUCN heeft deze soort de status niet bedreigd.